# مجبر
مجبر (به عربی: مجبر) یک شهرداری در الجزایر است که در استان مدیه واقع شده‌است.
 مجبر  ۵٬۶۸۶ نفر جمعیت دارد.